# القبعة (حلوى)
قبعات الجزائر أو قبعات العروس هي حلويات جزائرية مصنوعة من البندق المطحون، واللوز والقرفة. تُحضر بنكهة ماء زهر البرتقال والفانيليا.

## الأصل
يعود أصل هذه الكعكات إلى العاصمة الجزائرية، الجزائر، ومن هنا جاءت تسميتها.[بحاجة لمصدر]

## التحضير
تُحضر العجينة بخلط الدقيق مع الزبدة المذابة أو السمن، ورشة صغيرة من الملح، ثم تُعجن المكونات بماء زهر البرتقال حتى تُصبح عجينة لينة ومتجانسة، قابلة للتشكيل. أما الحشوة، تُصنع من البندق المطحون، واللوز، والسكر، والبيض، وماء الزهر، مع إضافة كمية قليلة من القرفة. بعد الطهي، يمكن دهن الحلوى بالعسل المعطَّر بماء زهر البرتقال لإضفاء لمسة نهائية عطرية. وتُقدَّم هذه الحلوى في مختلف المناسبات، وخصوصًا في حفلات الزفاف مع الشاي.